# Komuna e Përparimit
Komuna e Përparimit är en kommun i Albanien.   Den ligger i prefekturen Qarku i Elbasanit, i den centrala delen av landet, 29 km söder om huvudstaden Tirana.
```
Runt Komuna e Përparimit är det ganska tätbefolkat, med 
192
 invånare per kvadratkilometer.
[
2
]
```